# Gerhard Bergmann (Theologe)
Gerhard Bergmann (* 25. Juli 1914 in Hagen; † 20. November 1981 in Esslingen am Neckar) war ein evangelischer Pastor, Prediger und Evangelist der Deutschen Zeltmission (DZM).

## Leben und Wirken
Gerhard Bergmann wurde am 25. Juli 1914 in Hagen als dritter Sohn der Eheleute Karl und Clara Bergmann geboren. 1920 zog er mit seiner bewusst nach evangelischem Codex lebenden Familie nach Halver (Sauerland), er besuchte dort die kaufmännische Berufsschule und arbeitete in der Mineralwasserfabrik seines Vaters sowie als Monteur in einer Elektrofabrik.
Durch die Lektüre von Arthur Schopenhauer und Friedrich Nietzsche beeinflusst, wandte er sich in jugendlicher Begeisterung der NSDAP zu, die für die Verwirklichung seiner Ideale zu kämpfen schien. Nach einem Bekehrungserlebnis am 9. Mai 1931 legte er sein Amt in der Hitlerjugend nieder, er wurde Gemeindemitglied und bewarb sich 1932 am Predigerseminar St. Chrischona.

### Theologe und Pfarrer
Das Studium der Evangelischen Theologie, Philosophie und Psychologie musste er wegen des Krieges unterbrechen. Er war Soldat und wurde verwundet, erst nach 1945 studierte er zu Ende und promovierte.
Von 1954 bis 1959 war er als evangelischer Gemeindepfarrer in Remscheid tätig. Das war auch seine letzte feste kirchliche Amtstätigkeit.

### Prediger und Buchautor

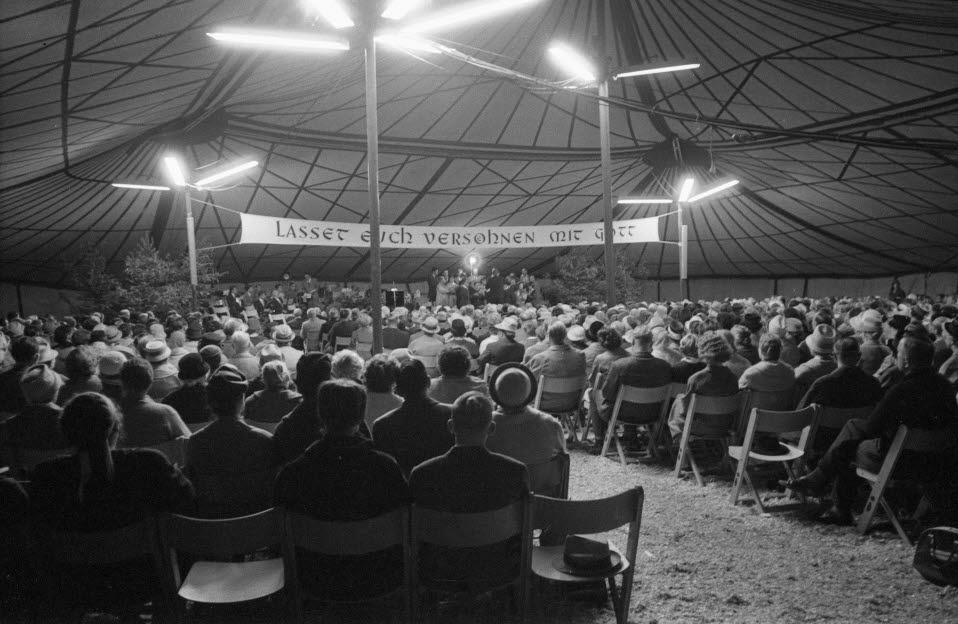
Missionszelt auf dem Kieler Wilhelmplatz (1963)

1959 wurde er Mitglied der Evangelischen Zeltmission, die mit einem Zelt mit 2.100 Plätzen evangelisieren; und er widmete sich von da ab der Großevangelisation in der ganzen Welt. Gemeinsam mit Billy Graham unternahm er von 1960 bis 1963 eine Verkündigungs- und biblische Großmission durch mehrere deutsche Großstädte. 1963 reiste er zu Evangelisationsveranstaltungen nach Israel.
Beim Weltkongress für die Evangelisation in Berlin vom 26. Oktober bis 4. November 1966 hielt er als einziger Deutscher eine Rede, das Hauptreferat mit dem Titel: „Die Reformation von 1517 bis 1966“.
Mehrere große Predigtreisen führten ihn von 1966 bis 1973 durch die USA, Südafrika, Kanada und Indien, wo er die biblische Botschaft vor Tausenden von Gläubigen in Stadien, Großhallen und auf Plätzen verkündete. Allein in Europa, insbesondere in Deutschland, Österreich, Frankreich und der Schweiz, erreichte er über 7 Millionen Zuhörer. Einem breiten Publikum wurde er als regelmäßiger Sprecher der ARD-Sendung Das Wort zum Sonntag bekannt.
Neben seiner Tätigkeit auf vielen Großveranstaltungen veröffentlichte er 40 wissenschaftliche und populärwissenschaftliche Bücher und Schriften. Die allgemein bekannten sind u. a.: Jesus und die Kirchen, Alarm um die Bibel, Sind wir noch Christen? Kirche am Scheidewege und als eines seiner letzten Was habe ich vom Glauben? In die Diskussion um das Hauptthema seiner Zeit schaltete er sich mit der eigens entworfenen Schrift „Ist der Friede noch zu retten?“ ein.
Gerhard Bergmann erlag während einer Evangelisationsveranstaltung in Esslingen am Neckar am 20. November 1981 einem Herzversagen. Bergmann ist der am weitesten über die Grenzen seiner Heimatstadt bekannt gewordene Bürger der Stadt Halver. Er war unter anderem ein führendes Mitglied und engagierter Evangelist der Deutschen Zeltmission (DZM) in Siegen, sowie der Deutschen Evangelischen Allianz.
Auf die Frage, was die Menschen einmal von ihm sagen sollten, antwortete er: „Er war ein Brandstifter Gottes“.

## Auszeichnungen
- Am 20. Oktober 1973 erhielt er aus den Händen des Bundespräsidenten Gustav Heinemann das Bundesverdienstkreuz l. Klasse für seine Verdienste um die Verkündigung der christlichen Botschaft in deutscher Sprache in aller Welt.
- 1973 wurde er in seiner Heimatstadt Halver mit dem Wappenteller der Stadt ausgezeichnet.
- Eine Straße trägt in Halver seinen Namen.
- An seinem Wohnhaus wurde eine Gedenktafel angebracht.

## Schriften (Auswahl)
- Tagebuch eines Evangelisten – Ein Jahresspiegel in Erlebnissen und Begegnungen, Schriftenmissions-Verlag, Gladbeck 1968
- Kirche am Scheideweg – Glaube oder Irrglaube, Schriftenmission, Gladbeck 1970
- Probleme einer fragenden Generation, Schriftenmission, Gladbeck 1970
- ...und es gibt doch ein Jenseits – Auf den Spuren des Übersinnlichen, Schriftenmission, Gladbeck 1971
- Kein Tag ohne Jesus, Schriftenmission, Gladbeck 1972 (mehrere Auflagen)
- Alarm um die Bibel, Schriftenmission, Gladbeck 1974
- Grundfragen des Lebens, Hänssler, Neuhausen-Stuttgart 1974
- Liebe – so und anders, Hänssler, Neuhausen-Stuttgart 1975
- Was habe ich vom Glauben?, Hänssler, Neuhausen-Stuttgart 1976 (mehrere Auflagen)
- Leben nach dem Tode, Schriftenmission, Gladbeck 1977
- Der Glaube und die Beweisfrage, Schriftenmission, Gladbeck 1979 (mehrere Auflagen)
- Jesus Christus ist die Antwort auf alle Fragen, St. Johannis-Druckerei und C. Schweickhardt, Lahr-Dinglingen 1979
- Jesus Christus oder Buddha, Mohammed, Hinduismus? Schriftenmission, Gladbeck 1979
- Christentum und Sozialismus – unvereinbar? Hänssler, Neuhausen-Stuttgart 1979 (mehrere Auflagen)
- Die Herausforderung des Islam, Hänssler, Neuhausen-Stuttgart 1980
  - Le défi de l'Islam, Centre de Diffusion Évangélique Les Bons Semeurs, Paris
- Etwas Festes muss der Mensch haben, Hänssler, Neuhausen-Stuttgart 1980
- Gibt es Gott wirklich? Hänssler, Neuhausen-Stuttgart 1980
- Leben, aber wie? Hänssler, Neuhausen-Stuttgart 1980
- Es geht um Rettung – alles ist Gnade, Verlag der Liebenzeller Mission, Bad Liebenzell 1981
- Ist der Friede noch zu retten? Schriftenmissions-Verlag, Gladbeck 1981
- Leid und Trost, Hänssler, Neuhausen-Stuttgart 1982
- Angst ohne Ausweg? Schulte, Wetzlar 1983
- Mein Weg zu Jesus, Phonomission des Missionstrupps Frohe Botschaft, Grossalmerode 1984